# Aldrin
Aldrin je organokloridni insekticid, ki je bil v uporabi do leta 1970, ko so ga v večini držav prepovedali. Je brezbarven in trd. Pred prepovedjo so ga množično uporabljali kot pesticid za zaščito semen in tal. Aldrin in z njim povezani ciklodienski pesticidi so prišli na slab glas kot obstojna organska onesnaževala.

## Proizvodnja
Aldrin nastane s kombinacijo heksaklorociklopentadiena in norbornadiena v tako imenovani Diels-Alder reakciji, da se pridobi adukt.
Aldrin je dobil ime po nemškem kemiku Kurtu Alderju, enemu od soizumiteljev teh vrst reakcij. Približno 270 milijonov kilogramov aldrina in ciklodien pesticidov je bilo proizvedenih med letoma 1946 in 1976. V tleh, na površinah rastlin ali v prebavnih traktih žuželk aldrin oksidira v epoksid dieldrin, ki je močan insekticid.

## Vpliv na okolje in predpisi
Kot soroden polikloriran pesticid, je aldrin zelo lipofilen. Njegova topnost v vodi je samo 0,027 mg/l, kar povečuje njegovo obstojnost v okolju. Prepovedala ga je Stockholmska konvencija o obstojnih organskih onesnaževalcih. V ZDA je bila uporaba aldrina ukinjena leta 1974. Snov je prepovedana za uporabo pri zaščiti rastlin v EU.

## Varnost in okoljevarstveni vidiki
Aldrin LD50 je smrten pri podganah v odmerkih od 39 do 60 mg/kg.